# Holyoke (Massachusetts)
Pour les articles homonymes, voir Holyoke.
Holyoke est une ville du comté de Hampden (Massachusetts), aux États-Unis, d'une population d'environ 40 000 habitants. En octobre 1919 à Holyoke, tous les riches américains sont encouragés à adopter un village français détruit. Holyoke deviendra la première ville à adopter une bourgade française, Apremont-la-Forêt, en Meuse.
C'est dans cette localité qu'en 1895 le volley-ball fut inventé par William G. Morgan.
Holyoke est parmi les premières villes industrielles planifiées aux États-Unis; Construit en tandem avec le barrage de Holyoke (en) pour utiliser la puissance hydraulique de Hadley Falls, c'est l'une des seules villes de Nouvelle-Angleterre construites autour d'un plan de route quadrillé. À la fin du XIXe siècle, la ville produisait environ 80 % du papier à lettres utilisé aux États-Unis et abritait les plus grandes usines de papier, de soie et de laine d'alpaga du monde,. Bien qu'un nombre considérablement plus faible d'entreprises à Holyoke travaille aujourd'hui dans l'industrie du papier,, est encore communément appelé The Paper City,.
Dans les années 1850, les propriétaires de moulins commencèrent à recruter des Canadiens français, considérés comme plus dociles et moins susceptibles de créer des syndicats professionnel en raison de leurs antécédents agraires et de leur rhétorique antisyndicale promue par le clergé québécois à cette époque. Au moment où la ville avait atteint sa population maximale de 62 300 habitants en 1913, 1 habitant sur 4 était d'origine française ou Canadien français et la ville contenait la septième plus grande population franco-américaine du pays, dépassant celle de Chicago ou de la Nouvelle Orléans à cette époque. À cause de cette population, la ville abritait autrefois un hebdomadaire de langue française, La Justice (en), produit de 1903 à 1964.
En 1980, à la suite d'une combinaison de changements économiques et d'intégration culturelle, cette population représentait environ 10 % de la population, un chiffre semblable à ceux qui se sont identifiés comme Canadiens français ou canadiens au recensement de 2010,.

## Géographie
Holyoke est l'emplacement d'East Mountain, de Chaîne Mount Tom et de Mont Tom, à 366 m le plus haut sommet de la Metacomet Ridge, une chaîne de montagnes linéaire qui s'étend du Long Island Sound à la frontière du Vermont.

## Personnalités

### Nées dans la ville
C'est la ville natale 
- du linguiste Morris Swadesh,
- de l'écrivain Charles Palliser
- de l'actrice Ann Dowd
- du musicien Hal Blaine

### Décédées dans la ville
- Priscilla Braislin, mathématicienne américaine.